# Franco Gasparri
Gianfranco Gasparri, noto come Franco (Senigallia, 31 ottobre 1948 – Roma, 28 marzo 1999), è stato un attore italiano.

## Biografia

Gianfranco Gasparri e Ida Meda in una scena di Mark il poliziotto spara per primo (1975)

Figlio di Viola e adottato da Rodolfo Gasparri, originario di Castelfidardo, pittore e cartellonista (suoi i manifesti cinematografici di tutti i film di Gasparri oltre che di molti film degli anni sessanta e settanta), si trasferì con la famiglia a Roma quando era ancora bambino.
La carriera cinematografica di Franco Gasparri comincia da adolescente nei primi anni sessanta. Franco iniziò grazie al padre come attore bambino specializzato in piccole parti da comprimario in film di genere peplum, quali Goliath contro i giganti (1961), Sansone (1961) e La furia di Ercole (1962).
Stereotipo e modello della bellezza maschile, da adulto dopo aver svolto il servizio militare nei paracadutisti, ebbe grande popolarità soprattutto come attore di fotoromanzi della Lancio (spesso accanto a colleghe di fama come Michela Roc, Claudia Rivelli, Adriana Rame, ecc.), pur interpretando anche nel cinema ruoli di primo piano che gli fecero ottenere ampi consensi particolarmente nel pubblico femminile.
Gasparri torna al cinema negli anni settanta con la trilogia Mark il poliziotto (1975), Mark il poliziotto spara per primo (1975) e Mark colpisce ancora (1976), tutti per la regia di Stelvio Massi. Tutti e tre i film ebbero buoni incassi al botteghino e si inserirono nel filone poliziottesco in voga in quel periodo.
Sempre nel 1975 Gasparri interpretò La peccatrice, regia di Pier Ludovico Pavoni, mentre un anno prima, nel 1974, era stato interprete ne La preda, regia di Domenico Paolella, in entrambe le pellicole insieme all'attrice eritrea Zeudi Araya.

## L'incidente e la morte
(Intervista con Franco Gasparri)
Il 4 giugno 1980 Gasparri fu vittima di un incidente con la sua motocicletta, una Kawasaki 900 Z1 in suo possesso da diversi anni, in seguito al quale rimase paralizzato dovendo interrompere prematuramente la sua carriera d'attore, ma non quella di redattore delle riviste di fotoromanzi.
Morì nel 1999 all'ospedale San Carlo di Nancy a Roma a seguito di un'improvvisa crisi respiratoria; cinque anni prima aveva perso la moglie Stella.
È stato tumulato nel piccolo cimitero di Borgo Hermada, frazione del comune di Terracina, luogo di villeggiatura dell'attore.

## Vita privata
Ha avuto due figlie nate dal matrimonio con Stella Macallè, Stella e Luna, nate rispettivamente nel 1975 e nel 1978. Era tifoso della Lazio.

## Omaggi e memorie
Nel 2004, in occasione dei cinque anni dalla morte, si è tenuta nella Rocca di Senigallia, nella città natale dell'attore, una mostra commemorativa con l'esposizione di fotografie e memorabilia.
La figlia Stella gli ha dedicato un documentario, Un volto tra la folla, girato nel 2008.

## Filmografia
- Goliath contro i giganti, regia di Guido Malatesta (1961)
- Sansone, regia di Gianfranco Parolini (1961)
- La furia di Ercole, regia di Gianfranco Parolini (1962)
- Ultimatum, regia di Jean Pierre Lefebvre (1973)
- La preda, regia di Domenico Paolella (1974)
- Mark il poliziotto, regia di Stelvio Massi (1975)
- Mark il poliziotto spara per primo, regia di Stelvio Massi (1975)
- La peccatrice, regia di Pier Ludovico Pavoni (1975)
- Mark colpisce ancora, regia di Stelvio Massi (1976)

## Doppiatori
- Michele Gammino in Mark il poliziotto, Mark il poliziotto spara per primo, Mark colpisce ancora
- Pino Colizzi in La peccatrice
- Roberto Chevalier in La preda